# San (flod)
 For alternative betydninger, se San. (Se også artikler, som begynder med San)
San (polsk: San; ukrainsk: Сян Sian ; tysk: Saan ) er en flod i det sydøstlige Polen og det vestlige Ukraine, en biflod til floden Vistula, med en længde på 458 km (det er den 6. længste polske flod) og et afvandingsområde på 16.877 km2 (14.426 km2 af det i Polen).

## Etymologi
San på proto-indoeuropæiske sprog betyder "hastighed" eller "hurtig strøm". På keltiske sprog betyder San "flod".

## Flodens løb
San har sit udspring i Karpaterne nær landsbyen Sianky, i en højde af 900 meter over havet, præcis på den polsk-ukrainske grænse  (49°00′10″N 22°52′30″Ø / 49.00278°N 22.87500°Ø) og på det kontinentale vandskel og danner på omkring de første 50 km, grænsen mellem Polen og Ukraine. Polens største kunstige sø, Solina-søen, blev skabt af en dæmning ved San-floden nær Lesko.

## Bifloder
| Venstre bifloder 1. Wołosaty 2. Solinka 3. Hoczewka 4. Osława 5. Sanoczek 6. Baryczka 7. Wisłok | Højre bifloder 1. Czarna 2. Olszanka 3. Tyrawka 4. Stupnica 5. Wiar 6. Wisznia 7. Rada 8. Shklo 9. Lubaczówka 10. Lubienia 11. Trzebośnica 12. Tanew 13. Bukowa |

## Byer ved floden
- Dubiecko, Dynów, Jarosław, Lesko, Leżajsk, Nisko, Przemyśl, Radymno, Rudnik nad Sanem, Sandomierz, Sanok, Sieniawa, Stalowa Wola, Ulanów, Zagórz